# Acamptopoeum fernandezi
Acamptopoeum fernandezi là một loài Hymenoptera trong họ Andrenidae. Loài này được Gonzalez mô tả khoa học năm 2004.